# Wilhelm Heinrich Schramm
Wilhelm Heinrich Schramm (* 6. November 1758 in Tübingen; † 7. Juli 1823 ebenda) war deutscher Drucker und Verleger.
W. H. Schramm wurde am 7. Oktober 1778 als Buchdrucker in Tübingen immatrikuliert und heiratete 1778 Catharina Elisabeth Metz. Die Schrammsche Druckerei befand sich von ca. 1751 bis 1824 in der Kronenstraße 6 und 8 in Tübingen.
Die bedeutendsten Werke der Druckerei Schramm sind die Folio- und Handbibel sowie der Gnomon von Johann Albrecht Bengel.
Sein Vater Johann Heinrich Philipp Schramm verlegte die erste und zweite Auflage der prachtvollen Foliobibel 1748 (mit 862 Groß-Folien-Seiten) und 1769 (mit 1162 Seiten), er selbst die dritte Auflage 1788 (mit 1212 Seiten). Es handelt sich um ein Prachtwerk, ähnlich der berühmten alten Biblia 1591 bei Georg Gruppenbach in Tübingen, der „Lutherbibel ao 41 getreulich nachgedruckt“.
Die Auflagen des Gnomon von Johann Albert Bengel erschienen bei Vater und Sohn Schramm 1742 (1208 Seiten), 1759 (1343), 1773 (1512 Seiten mit Bild Bengels) und 1788. Der Gnomon von Bengel war wohl das berühmteste theologische Werk jener Zeit, und vor jeder Predigt sollten bis ins 20. Jahrhundert die schwäbischen Pfarrer den Gnomon studieren.

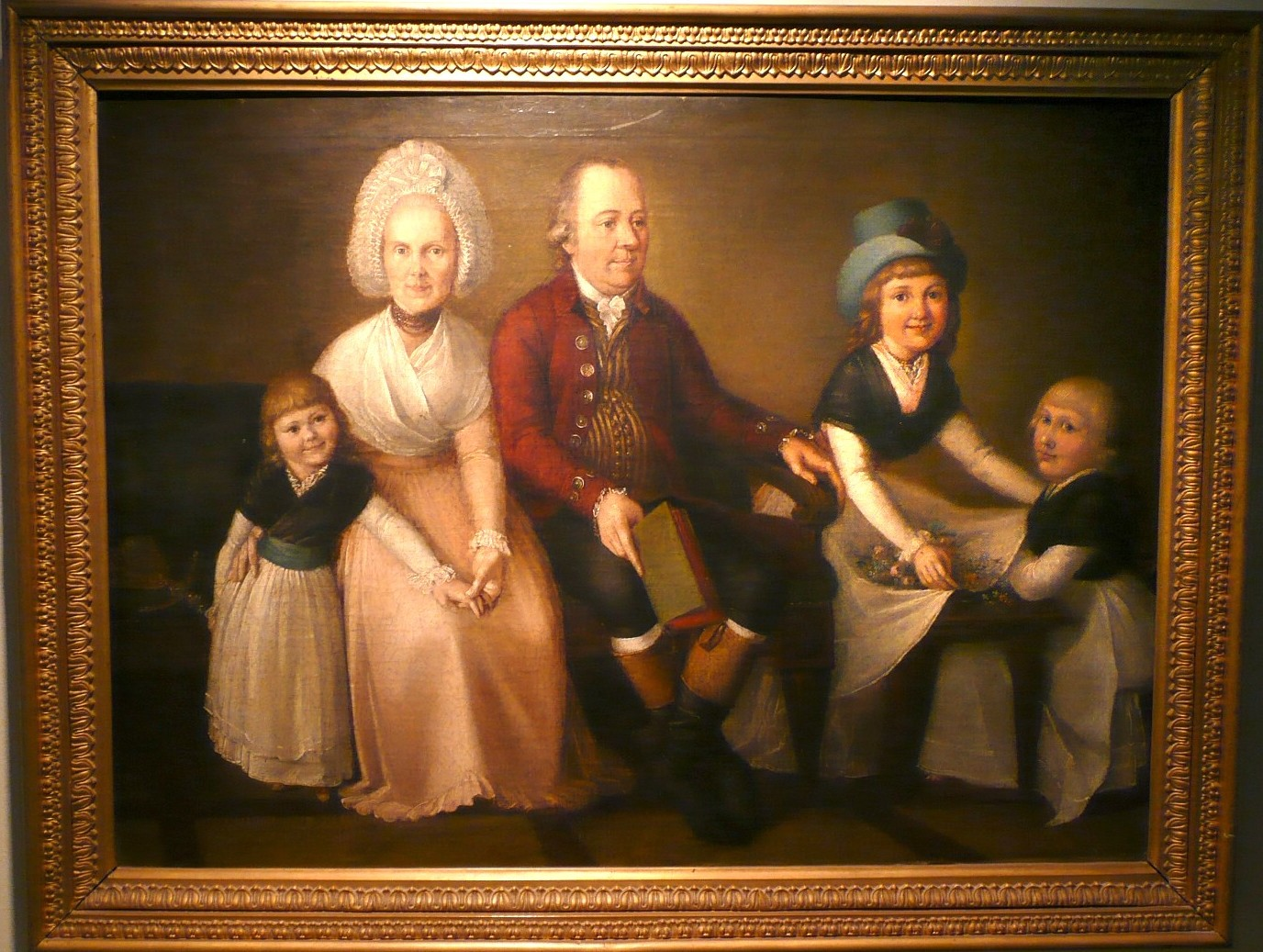
Die Familie von Wilhelm Heinrich Schramm

Erhalten ist das schöne Familienbild von W. H. Schramm mit seiner ersten Frau.
Auf dem Ölgemälde von ca. 1795 ist die Familie Wilhelm Heinrich Schramm dargestellt. Von links nach rechts:
- Die Tochter Christiane Barbara Schramm, verh. Kurz (damals noch Kurtz, 1789–1830) Mutter von Hermann Kurz und Großmutter von Isolde Kurz
- Die Ehefrau Catharina Elisabeth Schramm, geb. Metz (1747–1787)
- Wilhelm Heinrich Schramm
- Die Tochter Elisabeth Luise Schramm, verh. Geß (1785–1822)
- Wilhelmine Friederike Schramm, verh. Mohr de Sylva (1787–1864)

Wilhelm Heinrich Schramm hat nach dem Tod seiner Frau Cath. Elisabeth Metz 1787 noch einmal 1792 geheiratet, und zwar Friederike Stein (1779–1825). Wiederum drei Kinder entstammen dieser Ehe:
- Die Tochter Friederike Elisabeth, geb. 1799, heiratete Hermann Conrad Ehmann; ihr Sohn Karl Ehmann wurde zum Konstrukteur der Albwasserversorgung.
- Die Tochter Caroline Schramm, geb. 1799, war mit dem angehenden Pfarrer Carl Vogel, verlobt. Doch sie starb kurz darauf.
- Das jüngste Kind, der Sohn Heinrich Schramm (1801–1849), studierte Theologie und wurde Pfarrer in Mühlen am Neckar und später in Neckargartach.